# بيت فزيه (مقاطعة دهلران)
بيت فزيه (بالفارسية: بیت فزیه) هي قرية تقع في قسم دشت عباس الريفي (مقاطعة دهلران) في إيران. يقدر عدد سكانها بـ 322 نسمة بحسب إحصاء 2016.